# 騾路口 (亞利桑那州)
騾路口（英語：Mule Crossing）是位於美國亞利桑那州可可尼諾縣的一個非建制地區。該地的面積和人口皆未知。

## 地理
騾路口的座標為34°27′27″N 111°00′03″W / 34.45750°N 111.00083°W，而該地的平均海拔高度為2176米（即7139英尺）。